# Cornelia Schröder-Auerbach

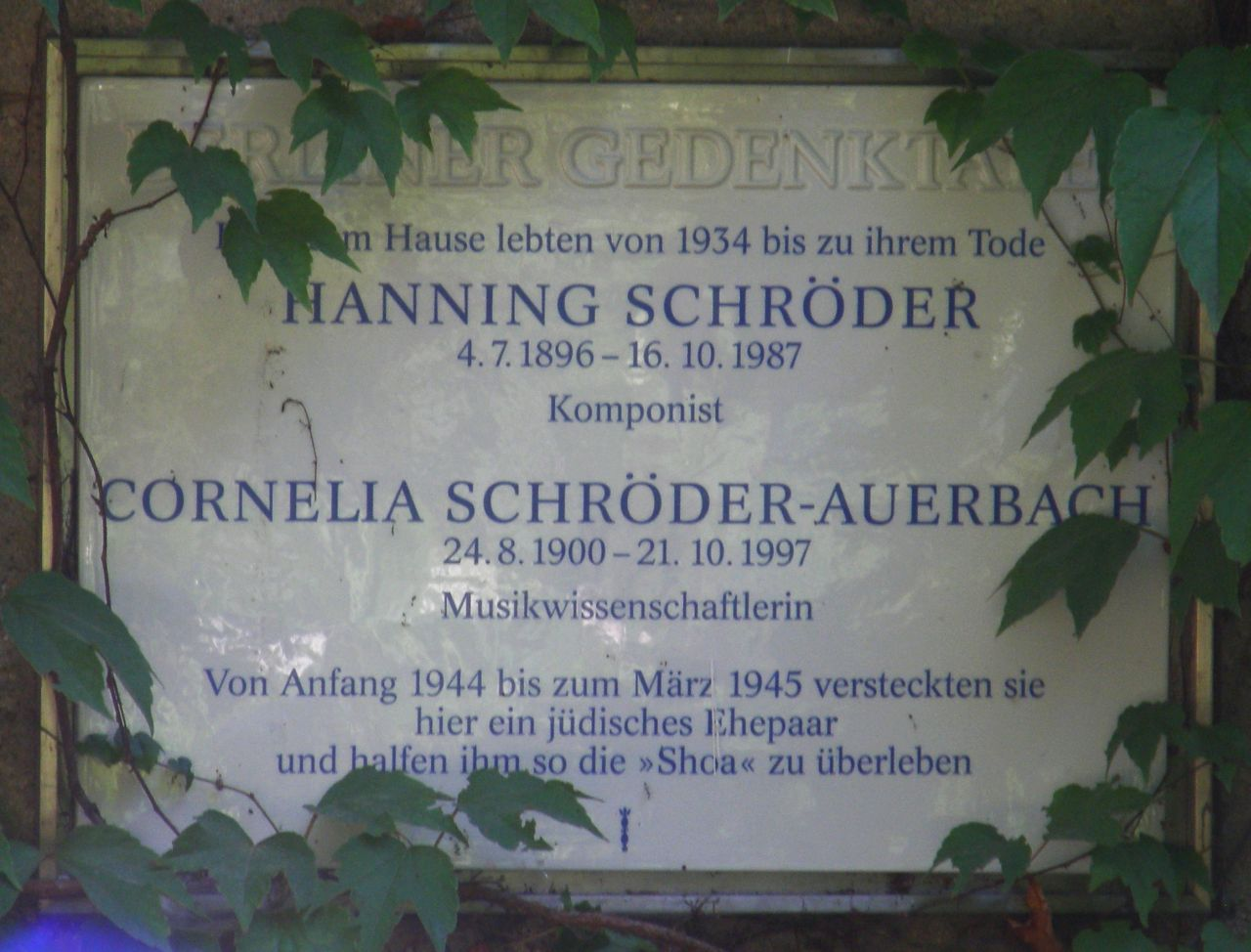
Gedenktafel für Hanning Schröder und Cornelia Schröder-Auerbach am Quermatenweg 148, Berlin-Zehlendorf

Cornelia Schröder-Auerbach (* 24. August 1900 in Breslau; † 11. Oktober 1997 in Berlin) war eine deutsche Musikpädagogin, Cembalistin, Musikwissenschaftlerin und Autorin. Evangelisch getauft, galt sie 1933–1945 aufgrund ihrer jüdischen Großeltern als Jüdin.

## Leben
Cornelia (Cora) Schröder-Auerbach war die Tochter des Breslauer Pianisten Max Auerbach (* 1872) und die Schwester von Klaus, Günter und Johannes Ilmari Auerbach sowie die Nichte des Jenaer Physikers Felix Auerbach.
Nach der Trennung der Eltern 1906 ging ihre Mutter, die Lehrerin Käthe Auerbach (1871–1940), mit den beiden jüngsten Söhnen nach Jena, während Johannes und Cornelia vorerst beim Vater blieben. Der kinderlose Onkel, Felix Auerbach, Professor an der Universität Jena, wurde jedoch bald zum Ersatzvater aller Kinder. Cora Auerbach wuchs im Jenaer Haus des Onkels auf, in dem Künstler und Mäzene wie Clara Harnack, Reinhard Sorge, Eberhard Grisebach und Botho Graef verkehrten. Sie spielte Tasteninstrumente, Blockflöte und war eine Schülerin von Max Reger.
1918/19 war sie Musiklehrerin an der Freien Schulgemeinde Wickersdorf und hatte Verbindungen zur Wandervogel-Bewegung und der Jugendbewegung. Sie studierte ab 1920 Musikwissenschaft in Breslau, München, Jena und Freiburg (Wilibald Gurlitt), wo sie 1928 mit einer Dissertation Die deutsche Clavichordkunst des 18. Jahrhunderts promovierte. Sie war die erste promovierte Musikwissenschaftlerin in Deutschland und wurde Abteilungsleiterin an der Berliner Akademie der Wissenschaften.
1929 heiratete sie den Komponisten Hanning Schröder in Berlin. Anfang der 30er Jahre gaben Schröder, seine Frau und der Instrumentenbauer Peter Harlan als „Harlan-Trio“ in ganz Deutschland zahlreiche Konzerte mit Mittelalter-, Renaissance- und Barock-Musik auf historischen Instrumenten. Cornelia Schröder-Auerbach war die treibende Kraft dieses Ensembles, organisierte den Großteil der Konzerte und gab daneben Vorlesungen über alte Musik und die Praxis dieser historischen Aufführungen.
1930 wurde sie von der frisch geschiedenen Ex-Frau Ingeborg (Schwester von Arvid und Falk Harnack) ihres Bruders Johannes Ilmari Auerbach und deren Sohn Wulf Auerbach, ihrem Neffen, besucht. Ingeborg lernte sodann über Hanning Schröder dessen Freund Gustav Havemann kennen und heiratete diesen.
Weil Hanning Schröder Lieder für Arbeiterchöre komponierte und sie ihre jüdische Abstammung nicht verleugnete, wurde Cornelia Schröder-Auerbach, ebenso wie ihr Mann, 1935 durch Ausschluss aus der Reichsmusikkammer vom nationalsozialistischen Berufsverbot getroffen. Schröder-Auerbach und ihr Mann zogen 1935 in eine Doppelhaushälfte am Quermatenweg 148 in Berlin-Zehlendorf, die sie mit seinem Erbe erwarben. Sie lebte ab 1944 mit der Tochter Nele bei Familie Rienau, die als in Hamburg Ausgebombte im Dezember 1943 ins Pastorat von Dargun in Mecklenburg gekommen waren, wo sie auf Pastor Johannes Rienaus Betreiben hin von 1944 bis 1952 bei der Kirchgemeinde als Organistin und Chorleiterin arbeitete. Da der Schweriner Oberkirchenrat der Evangelisch-lutherischen Landeskirche Mecklenburgs für die Festanstellung Schröder-Auerbachs so genannten „Ariernachweis“ forderte, auf dessen Nachlieferung Pastor Rienau die Kirchenleitung mit Verweis auf kriegsbedingte Schwierigkeiten erfolgreich vertröstete, wurde sie zunächst nur bis auf Widerruf eingestellt. Von Anfang 1944 bis März 1945 verbargen Hanning Schröder und Cornelia Schröder-Auerbach in ihrem Berliner Eigenheim das untergetauchte jüdische Ehepaar Werner und Ilse Rewald und retteten sie vor dem sicheren Tod.
1948 erhielt sie dann als Festangestellte kirchlicherseits die Amtsbezeichnung Kantorin. Im Kulturbund zur demokratischen Erneuerung Deutschlands, zunächst in Dargun, später im mecklenburgischen Landesverband und im Präsidialrat, wirkte sie mit trotz einer kritischen Haltung zum SED-Staat. Obwohl sie ab 1952 mit ihrem Mann wieder in ihrem Eigenheim lebte, das inzwischen zum US-Sektor Berlins gehörte, war sie von 1954 bis 1959 Leiterin der Arbeit der Sektion Musik an der Deutschen Akademie der Künste im Ostsektor der Stadt und brachte mehrere Publikationen auf den Weg. Am 1. Januar 1959 wurde sie aber fristlos entlassen. Danach arbeitete sie freiberuflich als Musikpädagogin und in der Musikforschung. Nach der Wende wurde sie entschädigt.

## Werke (Auswahl aus Eigenpublikationen und Mitarbeit)
- Die deutsche Clavichordkunst des 18. Jahrhunderts, Leipzig 1930, Kassel 1953, 1959
- D. G. Turk: Kleine Handstücke fur Klavier (1932)
- R. Schumann: Sämtliche Heine-Lieder (Leipzig 1956)
- J. P. Kellner: Ausgewählte Klavierstücke (Leipzig 1957)
- C. Fr. Zelter: Ausgewählte Mannerchöre (Leipzig 1958)
- Wir komponieren mit zwei Würfeln. Musikalisches Lehrspiel nach Mozart (Pößneck 1958)
- Carl Friedrich Zelter und die Akademie. Monographien und Biographien. Deutsche Akademie der Künste, Berlin 1959
- Kritiken, Artikel, Berichte und Beitrage, u. a. im Konzertbuch (Berlin 1958) und in Programmheften der Deutschen Akademie der Künste (über Max Reger, Arnold Schönberg, Bartok u. a.)
- Zahlreiche Beiträge auf Schallplatten-Hüllen, 1970[1]
- Frauen in der Geschichte der Sing-Akademie zu Berlin. Festschrift zum 175-jährigen Bestehen, Berlin 1966, S. 97–105.
- Mond und Menschen; 9 Lieder aus „Chinesische Flöte“ von Hans Bethge für Sopran, Flöte und Klavier
- Kleine Klaviermusik für zwei große und zwei kleine Hände
- Musik für Viola solo
- Pflanzenkantate nach Gedichten v. Hans Much. Für Sopran, Flöte und Bratsche
- Cornelia Schröder-Auerbach & Maria Schmid: Johannes Ilmari Auerbach. Plastik – Malerei – Graphik. Städtische Museen Jena 1991[2]
- Cornelia Schröder-Auerbach: Eine Jugend in Jena. In: Jürgen John / Volker Wahl (Hrsg.): Zwischen Konvention und Avantgarde. Doppelstadt Jena–Weimar. Böhlau, Weimar 1995, S. 1–20 ISBN 978-3-412-08894-1.

## Ehrungen
Umschlagtext aus Zwischen Noten- und Gesellschaftssystemen, Festschrift für Cornelia Schröder-Auerbach zum 95. Geburtstag:

„Mit dieser Festschrift werden zwei Persönlichkeiten geehrt, deren Lebenswege ebenso untrennbar voneinander waren wie «steinig». Cornelia und Hanning Schröder sind zumindest aus dem Berliner Musikleben der zweiten Hälfte des 20. Jahrhunderts nicht mehr wegzudenken, obgleich beide in ihrer künstlerischen bzw. wissenschaftlichen Tätigkeit immer wieder behindert wurden, so daß eine öffentliche Wirkung über viele Jahre hinweg stark eingeschränkt war. - Die Jubiläen der Musikwissenschaftlerin und des gebürtigen Mecklenburger Komponisten werden hier zum Anlaß genommen, mit einer Sammlung von Laudationes und Aufsätzen zum einen beide Persönlichkeiten zu ehren und ihr Leben und Schaffen punktuell darzustellen, zum anderen im Blick auf deren Lebenswege die Musik und das Musikleben der DDR kritisch aufzuarbeiten und zum dritten, an das musikwissenschaftliche Werk Cornelia Schröders anknüpfend, neueste Forschungen aus dem Bereich der Clavichord-Musik vorzustellen.“